# Brady Anderson
Brady Kevin Anderson (Silver Spring, Maryland, 18 de janeiro de 1964), é um ex-beisebolista estadunidense que atuou como outfielder na Major League Baseball. Ele passou a maior parte de sua carreira como campista central e rebatedor do Baltimore Orioles na década de 90, onde foi selecionado 3 vezes para o All-Star Game. Com 53 bases roubadas em 1992 e 50 home runs em 1996, Brady Anderson se tornou o primeiro jogador na história da MLB a atingir a marca de 50-50 (50 SB's e 50 HR's) em diferentes temporadas. Seu nome esteve envolvido num suposto uso de esteroides anabolizantes, embora nunca comprovado. Ele jogou também por Boston Red Sox e Cleveland Indians, além de uma passagem pelo San Diego Padres no período de spring training. Foi incluído no Hall da Fama dos Orioles em 2004.
Brady Anderson estampou a capa do game Bottom of the 9th '99 (Jikkyou American Baseball 2), lançado pela Konami em 1998 para PlayStation. Ele já se relacionou com as atrizes Ashley Judd e Katie Boskovich, as tenistas Amanda Coetzer e Gabriela Sabatini, a modelo Ingrid Vandebosch, a playmate Sonia Vassi (com quem tem uma filha); e mais recentemente com a cantora Stephanie Kim.

## Aparições na TV
| Ano  | Título                          | Papel       | Notas                                                         |
| ---- | ------------------------------- | ----------- | ------------------------------------------------------------- |
| 1994 | MTV Rock N' Jock                | Ele próprio | Quarto Desafio Anual de Softball                              |
| 1997 | Sabrina, Aprendiz de Feiticeira | Ele próprio | 1ª Temporada, Episódio 14 "Sabrina Through the Looking Glass" |
| 1997 | MTV Rock N' Jock                | Ele próprio | Oitavo Desafio Anual de Softball                              |
| 2008 | Pros vs. Joes                   | Ele próprio | 3ª Temporada, Episódio 8 "Beat Jeff George's Rocket Arm"      |